# Sandra Cam
Sandra Cam (Seraing, 30 juni 1972) is een voormalig Belgische zwemster. 

## Belangrijkste prestaties
| Jaar | Olympische Spelen                                           | WK langebaan                                                | WK kortebaan  | EK langebaan  | EK kortebaan  |
| ---- | ----------------------------------------------------------- | ----------------------------------------------------------- | ------------- | ------------- | ------------- |
| 1991 |                                                             | 8e 400m vrije slag                                          |               | geen deelname | geen deelname |
| 1992 | 25e 200m vrije slag 10e 400m vrije slag 14e 800m vrije slag |                                                             | geen deelname | geen deelname | geen deelname |
| 1993 |                                                             |                                                             | geen deelname | geen deelname | geen deelname |
| 1994 |                                                             | 26e 200m vrije slag 19e 400m vrije slag 18e 800m vrije slag |               |               | geen deelname |
| 1995 |                                                             |                                                             | geen deelname | geen deelname |               |
| 1996 | 26e 200m vrije slag 10e 400m vrije slag 16e 800m vrije slag |                                                             |               |               | geen deelname |

## Persoonlijke records
(Per 22 september 2011)

### Kortebaan
| afstand          | tijd    | datum            | plaats         |
| ---------------- | ------- | ---------------- | -------------- |
| 200 m vrije slag | 2.02,23 | 30 november 1995 | Rio de Janeiro |
| 400m vrije slag  | 4.12,79 | 30 november 1995 | Rio de Janeiro |
| 800 m vrije slag | 8.35,13 | 30 november 1995 | Rio de Janeiro |

### Langebaan
| afstand          | tijd    | datum            | plaats    |
| ---------------- | ------- | ---------------- | --------- |
| 200 m vrije slag | 2.04,58 | 17 augustus 1995 | Wenen     |
| 400 m vrije slag | 4.14,11 | 28 juli 1992     | Barcelona |
| 800 m vrije slag | 8.46,27 | 17 augustus 1995 | Wenen     |